# Poiocerini
Tribu
Taxons de rang inférieur
- Calyptoproctina Metcalf, 1938
- Poiocerina Metcalf, 1938

Les Poiocerini sont une tribu d'insectes hémiptères de la famille des Fulgoridae et de la sous-famille des Poiocerinae. 